# Megalania

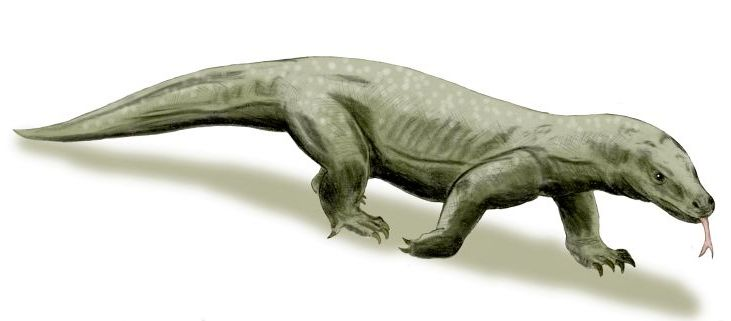
Rekonstrukcja

Megalania (Varanus priscus) – gatunek warana, przedstawiciel megafauny, żyjący w plejstocenie na terenach Australii, wymarły prawdopodobnie około 40 tys. lat temu. Najnowsze znalezione szczątki mają około 50 tys. lat. 

## Morfologia
Megalania była bardzo podobna do warana z Komodo, chociaż trochę dłuższa i bardziej masywna z proporcjonalnie krótszym ogonem. Miała bardziej zakrzywione i szerzej rozstawiane zęby. Stopy kończyły się wielkimi pazurami. Posiadała niewielki grzebień na czaszce, który utworzył się na kościach czołowych.
Ralph Molnar szacuje maksymalne rozmiary megalanii na 7–7,9 m długości i masę 1,94 t (przy przeciętnej około 320 kg). Badania Stephena Wroe oceniają maksymalną długość megalanii na 4,5 m, a masę na 331 kg.

## Systematyka
Megalania została opisana w 1859 roku przez Richarda Owena i zaklasyfikowana do rodzaju Megalania. Obecnie większość naukowców sugeruje jednak, że zwierzę to – podobnie jak współczesne warany – należało do rodzaju Varanus, a rodzaj Megalania uznaje za jego młodszy synonim. Według analizy filogenetycznej przeprowadzonej przez Jasona Heada i współpracowników najbliższym krewnym megalanii jest waran z Komodo.

## Paleobiologia i paleoekologia
Jak większość waranów była drapieżnikiem. Prawdopodobnie podobnie do warana z Komodo polowała z zasadzki na zdobycz dwukrotnie przewyższającą jej masę. Niektórzy sugerują, że była w stanie zabijać również zwierzęta o wiele większe, jak np. olbrzymi torbacz Diprotodon – inni pozostają sceptyczni, zgadzają się jednak, że zjadała padlinę diprotodonów. Analizy porównawcze czaszek megalanii i warana z Komodo sugerują, że podobnie jak mniejszy krewny megalania również była jadowita – jeśli hipoteza ta jest prawidłowa, Varanus priscus byłby największym znanym zwierzęciem jadowitym.
Jej środowiskiem życia były prawdopodobnie otwarte polany i łąki.
Skamieniałości megalanii – nigdy w formie kompletnego szkieletu – znajdowano w Australii Południowej, Queensland i Nowej Południowej Walii.

## Megalania w kulturze
Skamieniałe szczątki i rekonstrukcje można obejrzeć w Monash Science Centre, Monash University, Clayton in Victoria State i w Wonambi Fossil Centre, Naracoorte Caves National Park – Australia Południowa.
Według niepotwierdzonych pogłosek, jeszcze dziś można spotkać to monstrualne zwierzę w dzikich rejonach Australii i Nowej Gwinei – nie ma jednak na to żadnych naukowych dowodów.